# (28611) Liliapopova
(28611) Liliapopova est un astéroïde de la ceinture principale.

## Description
(28611) Liliapopova est un astéroïde de la ceinture principale. Il fut découvert le 5 mars 2000 à Socorro (Nouveau-Mexique) par le projet LINEAR. Il présente une orbite caractérisée par un demi-grand axe de 2,23 UA, une excentricité de 0,18 et une inclinaison de 4,9° par rapport à l'écliptique.

## Compléments